# 타이베이 시립경기장
타이베이 시립경기장(중국어: 臺北田徑場, 병음: Táiběi Tiánjìng Chǎng)은 대만의 수도 타이베이시에 위치한 종합경기장으로 원래의 경기장은 1956년에 지어졌지만 타이베이시가 2009년 하계 데플림픽을 개최하면서 기존의 경기장을 허물고 이 경기장을 새롭게 건설했으며 수용 가능 인원은 2만명이다. 이 가운데 이 경기장에서의 최다 관중은 대만 축구 대표팀이 말레이시아와 치른 2014년 FIFA 월드컵 아시아 지역 1차 예선 2차전 경기로 이 때 15,335명이 입장했다.

## 기록

### 2019년 EAFF E-1 풋볼 챔피언십 2라운드
| 날짜             | 팀 1 | 스코어 | 팀 2 | 라운드 |
| ---------------- | ---- | ------ | ---- | ------ |
| 2018년 11월 11일 | 북한 | 4 - 1  | 몽골 |        |
| 2018년 11월 11일 | 대만 | 1 - 2  | 홍콩 |        |
| 2018년 11월 13일 | 홍콩 | 0 - 0  | 북한 |        |
| 2018년 11월 13일 | 대만 | 2 - 1  | 몽골 |        |
| 2018년 11월 16일 | 몽골 | 1 - 5  | 홍콩 |        |
| 2018년 11월 16일 | 대만 | 0 - 2  | 북한 |        |